# 路招
路 招（ろ しょう、生没年不詳）は、中国後漢時代末期の武将。兗州陳留郡陳留県（現在の河南省開封市祥符区）の人。曹操配下にあって、具体的な戦功の記述は乏しいが、同僚の朱霊と行動を共にする事が多かった歴戦の将軍である。

## 略歴
建安4年（199年）、曹操は劉備に袁術を討伐させようとし、朱霊と路招をその指揮下に加えた。しかし、討伐着手前に袁術は病死した。その後、朱霊と路招は劉備を徐州に残して、曹操の下に帰還した。
建安13年（208年）、曹操が荊州征伐に向かう際、趙儼は章陵太守を兼任し、さらに都督護軍となった。路招はこの時、于禁・張遼・張郃・朱霊・李典・馮楷の6将軍と共に趙儼の指揮下に入っている。
建安17年（212年）、やはり朱霊と共に、行護軍将軍に任命された夏侯淵の指揮下に入り、長安に駐屯した。この時、夏侯淵の軍は南山の劉雄鳴を撃破してその軍を降伏させ、さらに馬超・韓遂の旧配下だった梁興を討ち取っている。
以後、名は史書に見当たらない。

## 演義
小説『三国志演義』では「路昭（）」の名で登場する。史実通りに、朱霊共々劉備の袁術討伐に随行するよう、曹操から命じられる。しかし、劉備の指示に従い、軍を残したまま朱霊と2人だけで許に帰還してしまったため、曹操の怒りを買い、処刑されそうになる。荀彧が諫言したため2人は赦されている。以降は登場しない。

## 吉川英治版・横山光輝版
吉川英治の小説『三国志』、ならびにそれを原作とした横山光輝による漫画『三国志』では「露昭（）」の名義で登場する。